# Campionati europei di sollevamento pesi 1959
I Campionati europei di sollevamento pesi 1959, 41ª edizione della manifestazione, si svolsero a Varsavia dal 29 settembre al 4 ottobre; la gara mondiale venne considerata valida anche come campionato europeo e furono classificati i tre atleti del continente col miglior piazzamento.

## Formula
La formula prevedeva tre serie di sollevamenti:
- sollevamento a distensione a due mani;
- sollevamento a strappo a due mani;
- sollevamento a slancio a due mani.

## Titoli in palio
| Categoria            | Eventi         | Atleti |
| -------------------- | -------------- | ------ |
| Pesi gallo           | Fino a 56 kg   | 8      |
| Pesi piuma           | Fino a 60 kg   | 8      |
| Pesi leggeri         | Fino a 67.5 kg | 13     |
| Pesi medi            | Fino a 75 kg   | 8      |
| Pesi massimi leggeri | Fino a 82.5 kg | 12     |
| Pesi mediomassimi    | Fino a 90 kg   | 11     |
| Pesi massimi         | Oltre i 90 kg  | 8      |

## Nazioni partecipanti
Ai campionati parteciparono 68 atleti rappresentanti di 15 nazioni. Otto di queste entrarono nel medagliere. Tra parentesi i partecipanti per nazione.
- Austria (5)
- Bulgaria (7)
- Cecoslovacchia (4)
- Finlandia (5)
- Francia (5)
- Germania Est (3)
- Germania Ovest (4)
- Italia (5)
- Paesi Bassi (2)
- Polonia (7)
- Romania (5)
- Regno Unito (1)
- Svezia (1)
- Ungheria (7)
- Unione Sovietica (7)

## Risultati
| Evento       | Oro                  | Oro   | Argento              | Argento | Bronzo              | Bronzo |
| ------------ | -------------------- | ----- | -------------------- | ------- | ------------------- | ------ |
| 56 kg.       | Vladimir Stogov      | 332,5 | Marian Jankowski     | 320,0   | Imre Földi          | 295,0  |
| 60 kg.       | Marian Zieliński     | 365,0 | Sebastiano Mannironi | 350,0   | Kiril Jankov        | 320,0  |
| 67,5 kg.     | Viktor Bušuev        | 385,0 | Hakob Faraǰyan       | 370,0   | Jan Czepułkowski    | 360,0  |
| 75 kg.       | Fëdor Bogdanovskij   | 417,5 | Jan Bochenek         | 392,5   | Győző Veres         | 390,0  |
| 82,5 kg.     | Rudol'f Pljukfel'der | 457,5 | Ireneusz Paliński    | 432,5   | Václav Pšenička Jr. | 402,5  |
| 90 kg.       | Louis Martin         | 445,0 | Arkadij Vorob'ëv     | 445,0   | Czesław Białas      | 422,5  |
| Oltre 90 kg. | Jurij Vlasov         | 500,0 | Ivan Veselinov       | 455,0   | Eino Mäkinen        | 447,5  |

## Medagliere
| Posiz. | Nazione          | Oro | Argento | Bronzo | Totale |
| ------ | ---------------- | --- | ------- | ------ | ------ |
| 1      | Unione Sovietica | 5   | 2       | 0      | 7      |
| 2      | Polonia          | 1   | 3       | 2      | 6      |
| 3      | Regno Unito      | 1   | 0       | 0      | 1      |
| 4      | Bulgaria         | 0   | 1       | 1      | 2      |
| 5      | Italia           | 0   | 1       | 0      | 1      |
| 6      | Ungheria         | 0   | 0       | 2      | 2      |
| 7      | Cecoslovacchia   | 0   | 0       | 1      | 1      |
| 7      | Finlandia        | 0   | 0       | 1      | 1      |
| Totale | Totale           | 7   | 7       | 7      | 21     |

## Classifica a squadre
Il sistema di punteggio è basato sui punti distribuiti per l'esercizio totale in base allo schema adottato nel 1958:
| Pos. | Squadra          | Punti |
| ---- | ---------------- | ----- |
| 1    | Unione Sovietica | 45    |
| 2    | Polonia          | 32    |
| 3    | Bulgaria         | 15    |
| 4    | Ungheria         | 12    |
| 5    | Finlandia        | 9     |
| 5    | Italia           | 9     |
| 7    | Cecoslovacchia   | 7     |
| 7    | Regno Unito      | 7     |
| 9    | Romania          | 6     |
| 10   | Germania Est     | 4     |
| 10   | Germania Ovest   | 4     |